# Cerithium lindae
Cerithium lindae är en snäckart som beskrevs av Edward James Petuch 1987. Cerithium lindae ingår i släktet Cerithium och familjen Cerithiidae. Inga underarter finns listade i Catalogue of Life.